# 1999 en Suisse
Chronologie de la Suisse
- 1995
- 1996
- 1997
- 1998
- 1999
- 2000
- 2001
- 2002
- 2003

## Gouvernement au 1erjanvier 1999
- Conseil fédéral[1]:
  - Ruth Dreifuss, (PS/GE), présidente de la Confédération
  - Adolf Ogi, (UDC/BE), vice-président de la Confédération
  - Kaspar Villiger, (PRD/LU)
  - Pascal Couchepin, (PRD/VS)
  - Arnold Koller, (PDC/AI)
  - Moritz Leuenberger, (PS/ZH)
  - Flavio Cotti, (PDC/TI)

## Évènements

### Janvier
Vendredi 1 janvier 
- Ruth Dreifuss devient la première femme à exercer le mandat de présidente de la confédération.

 Samedi 2 janvier 
- Décès à Paris, à l’âge de 88 ans, du compositeur Rolf Liebermann.

 Lundi 11 janvier 
- Un enseignant de Saint-Gall est abattu par le père d’une élève.

 Samedi 16 janvier 
- Décès de l’animateur de radio Michel Dénériaz.

 Mardi 19 janvier 
- Impliqué dans la débâcle financière de sa commune, Otto G. Loretan, président de Loèche-les-Bains, annonce l’abandon de tous ses mandats politiques.

### Février
Dimanche 7 février 
- Votations fédérales. Le peuple approuve, par 1 287 081 oui (74,7 %) contre 436 511 non (25,3 %), l’arrêté fédéral concernant la modification des conditions d'éligibilité au Conseil fédéral.
- Votations fédérales. Le peuple approuve, par 1 501 925 oui (87,8 %) contre 209 263 non (12,2 %), l’arrêté fédéral concernant un article constitutionnel sur la médecine de la transplantation
- Votations fédérales. Le peuple refuse, par 1 025 025 non (58,7 %) contre 721 717 oui (41.3 %), l'initiative populaire « Propriété du logement pour tous ».
- Votations fédérales. Le peuple approuve, par 952 482 oui (55,9 %) contre 750 130 non (44,1 %), la modification de la loi fédérale sur l'aménagement du territoire.

 Mercredi 11 février 
- Les deux quotidiens neuchâtelois L'Express  et L'Impartial créent une société commune d'édition.

 Lundi 15 février 
- La compagnie d'assurances Secura, qui appartient à la Migros passe sous le contrôle de groupe Generali.

 Dimanche 21 février 
- Deux avalanches emportent des maisons d’habitation à Evolène, causant la mort de douze personnes.

 Mercredi 24 février 
- La Rentenanstalt annonce le rachat de Lloyd Continental, société active en France et en Belgique dans le secteur de l’assurance santé.

### Mars
Mercredi 11 mars 
- Élections au Conseil fédéral. Joseph Deiss et Ruth Metzler-Arnold, tous les deux membres du PDC, sont élus en remplacement d’Arnold Koller et de Flavio Cotti.

 Dimanche 21 mars 
- Les aérostiers Bertrand Piccard et Brian Jones bouclent leur tour du monde en ballon sans escale en se posant à 800 km au sud-ouest du Caire. Partis le 1er mars de Château-d'Œx, ils ont été en vol durant 19 jours, 21 heures et 55 minutes, parcourant près de 45 000 km.
- Élections cantonales à Bâle-Campagne. Les cinq sièges de l’exécutif ont été attribués à Hans Fünfschilling (PRD), Andreas Koellreuter (PRD), Peter Schmid (PSS), Elsbeth Schneider (PDC) et Erich Straumann (UDC).

 Mardi 23 mars 
- Le président chinois Jiang Zemin arrive à l'aéroport international de Genève pour une visite d'État de trois jours en Suisse. La cérémonie des honneurs militaires prévue sur la place Fédérale à Berne doit être annulée jeudi en raison d’une manifestations de partisans de la cause tibétaine.

 Vendredi 26 mars 
- Inauguration officielle du nouveau siège de l'Office fédéral de la statistique à Neuchâtel.

### Avril
Lundi 5 avril 
- Pour la cinquième fois de son histoire, le HC Lugano devient champion de Suisse de hockey-sur-glace

 Dimanche 18 avril 
- Votations fédérales. Le peuple approuve, par 969 310 oui (59,2 %) contre 669 158 non (40,8 %), l’arrêté fédéral relatif à une mise à jour de la Constitution fédérale.
- Élections cantonales à Zurich. Les sept élus au Conseil d'État sont Rita Fuhrer (UDC), Christian Huber (UDC), Markus Notter (PSS), Ruedi Jeker (PRD), Dorothee Fierz (PRD), Ernst Buschor (PDC) et Verena Diener (Verts).
- Élections cantonales au Tessin. Une deuxième femme siègera au Gouvernement cantonal, puisque Patrizia Pesenti (PSS) rejoint Marina Masoni (PRD). Les trois autres élus sont Giuseppe Buffi (PRD), Marco Borradori (Lega) et Luigi Pedrazzini (PDC).

 Dimanche 25 avril 
- La Landsgemeinde d'Appenzell Rhodes-Intérieures désigne Bruno Koster (sans appartenance politique) pour succéder à Ruth Metzler-Arnold au Gouvernement du demi-canton.

### Mai
Jeudi 13 mai 
- À la suite de fortes précipitations, fleuves et rivières atteignent des niveaux records dans les cantons de Berne, Bâle et Argovie.

 Dimanche 23 mai 
- Thomas Burgener (PSS) est élu au Conseil d'État valaisan lors d’une élection complémentaire.

 Mercredi 26 mai 
- Décès, à Bâle, du chef d’orchestre et industriel Paul Sacher.

 Jeudi 27 mai 
- Inauguration du tunnel ferroviaire de La Béroche, dans le canton de Neuchâtel, qui améliorera la circulation des trains sur la ligne du pied du Jura.

 Dimanche 30 mai 
- Élections cantonales à Lucerne. Les sept élus au Gouvernement cantonal sont : Kurt Meyer (PDC), Anton Schwingruber (PDC), Markus Dürr (PDC), Margrit Fischer-William (PDC), Ulrich Fässler (PRD), Max Pfister (PRD) et Paul Huber (PSS).

### Juin
Mercredi 2 juin 
- Le Lausanne-Sports s’adjuge, pour la neuvième fois de son histoire, la Coupe de Suisse de football.

 Vendredi 4 juin 
- Inauguration du complexe hydro-électrique de Cleuson-Dixence, près de Riddes, qui permet de doubler la puissance fournie par le barrage de la Grande-Dixence.

 Vendredi 11 juin 
- Vernissage de l’exposition Pierre Bonnard à la Fondation Pierre Gianadda à Martigny.

 Dimanche 13 juin 
- Votations fédérales. Le peuple approuve, par 1 443 137 oui (70,6 %) contre 601 389 non (29,4 %), la nouvelle loi fédérale sur l’asile.
- Votations fédérales. Le peuple accepte, par 1 447 984 oui (70,8 %) contre 595 908 non (29.2 %), l’arrêté fédéral sur les mesures d'urgence dans le domaine de l'asile et des étrangers.
- Votations fédérales. Le peuple approuve, par 1 128 393 oui (54,4 %) contre 944 919 non (45.6 %), l’arrêté fédéral sur la prescription médicale d'héroïne.
- Votations fédérales. Le peuple refuse, par 1 428 986 non (69,7 %) contre 620 797 oui (30,3 %), le projet de loi fédérale sur l'assurance-invalidité.
- Votations fédérales. Le peuple refuse, par 1 286 824 non (61,0 %) contre 822 458 oui (39,0 %), le projet de loi fédérale sur l'assurance-maternité.
- Élections cantonales en Argovie. Ernst Hasler (UDC) est élu au Conseil d'État où il succédera à l’actuel directeur des finances Ulrich Siegrist, qui se retire.
- Élection complémentaire à Obwald. Hans Wallimann (PDC) est élu pour succéder à son collègue de parti Peter Rohrer.

 Mercredi 16 juin 
- Décès à Bassersdorf (ZH), à l’âge de 90 ans, d’Elsie Attenhofer, comédienne, chansonnière et pionnière du féminisme helvétique.

 Mardi 22 juin 
- Le groupe pharmaceutique Novartis annonce la restructuration de sa division agrobusiness et la suppression de 1100 emplois, dont 150 à 200 en Suisse.

 Jeudi 24 juin 
- L’Italien Francesco Casagrande remporte le Tour de Suisse cycliste

### Juillet
Vendredi 23 juillet 
- En proie à de graves difficultés financières, la commune de Loèche-les-Bains (VS) est mise sous gérance pour trois ans par le Tribunal cantonal valaisan.

 Mardi 27 juillet 
- Un accident de canyoning fait 21 morts dans les gorges du Saxetenbach, au-dessus d'Interlaken.

 Vendredi 30 juillet 
- Première, à Vevey, du spectacle de la Fête des Vignerons, mis en scène par François Rochaix.

### Août
Mercredi 11 août 
- Carla Del Ponte est nommée procureur du Tribunal pénal international par le Conseil de sécurité de l'ONU.
- Algroup fusionne avec les groupes français Pechiney et canadien Alcan et se sépare de son secteur chimie et énergie pour lequel il crée une nouvelle société indépendante : Lonza.

 Jeudi 12 août 
- La fabrique de véhicules Mowag à Kreuzlingen est rachetée par General Motors.

 Vendredi 13 août 
- Soupçonné d'avoir détourné 8 millions de francs, Dino Bellasi, ex-comptable du groupe de renseignements de l'armée, est arrêté près de l'aéroport de Zurich-Kloten.

### Septembre
Samedi 25 septembre 
- Quelque 18 000 travailleurs manifestent sur la place Fédérale à Berne pour demander la fin des salaires inférieurs à 3 000 francs.

### Octobre
Vendredi 1er octobre 
- Visite officielle du chancelier allemand Gerhard Schröder à Berne.

 Lundi 4 octobre 
- Le Conseil fédéral décide de reporter Expo.01 d'un an. La prochaine exposition nationale aura donc lieu en 2002 et sera ainsi renommée Expo.02.

 Dimanche 24 octobre 
- Élections fédérales. Le Conseil national comptera désormais 51 socialistes, 44 démocrates du centre (+ 15), 43 radicaux (- 2) et 35 démocrates-chrétiens (+ 1). Le raz-de-marée de l’UDC se produit en Suisse alémanique, où se parti gagne 14 de ses 15 nouveaux sièges.

### Novembre
Mardi 2 novembre 
- Le groupe industriel Dixi, au Locle (NE), vend la manufacture de montres Zénith au groupe français de produits de luxe LVMH.

 Jeudi 4 novembre 
- Inauguration de l'Aquaparc du Bouveret, premier parc de loisirs aquatiques de Suisse romande.

 Jeudi 18 novembre 
- Inauguration du tronçon autoroutier de l'A9 contournant Sierre (tunnel de Sierre).

 Vendredi 19 novembre 
- Inauguration du tunnel ferroviaire de la Vereina, à Klosters, qui relie la Basse-Engadine au Prättigau.

 Mardi 29 novembre 
- Le groupe industriel Bally annonce la suppression de 250 emplois consécutive à la fermeture de sa fabrique de chaussures à Schönenwerd (SO) et au redimensionnement de son usine de production à Caslano (TI).

### Décembre
Jeudi 2 décembre 
- Le groupe laitier Swiss Dairy Food annonce la suppression de 270 emplois à Zurich et à Dietikon (ZH).

 Samedi 4 décembre 
- L'Alliance des Indépendants, qui n'a obtenu qu’un seul siège lors des dernières élections fédérales, décide sa dissolution lors d’une assemblée des délégués tenue à Aarau.

 Mercredi 15 décembre 
- Renouvellement du Conseil fédéral. L'Assemblée fédérale réélit les sept conseillers fédéraux sortants. L'UDC échoue dans sa tentative de placer Christoph Blocher au Conseil fédéral.

 Dimanche 26 décembre 
- L’ouragan Lothar frappe l'Europe occidentale. En Suisse, la tempête cause la mort de 14 personnes, fauche près de 10 millions de mètres cubes de bois et engendre des dégâts immobiliers pour un demi-milliard de francs.